# Sofia di Bar
Sofia di Lotaringia o di Bar) (1018 circa – 21 gennaio 1093), fu Contessa di Bar, dal 1033 e contessa consorte di Mousson, Montbéliard, Altkirch e Ferrette, dal 1038 alla sua morte.

## Origine
Secondo il Chronicon Sancti Michælis, monasterii in pago Virdunensi era la figlia femmina primogenita dell'erede della Contea di Bar e Duca dell'Alta Lorena (Lotaringia), Federico II e di Matilde di Svevia (988–1031), che era figlia di Ermanno II, Duca di Svevia, e di Gerberga di Borgogna († 1018, come ci viene confermato dal  Wiponis, Vita Chuonradi II Imperatoris) ed era cognata del re di Germania di Corrado II, che aveva sposato sua sorella, Gisella di Svevia, come risulta ancora dal Chronicon Sancti Michælis, monasterii in pago Virdunensi.
Federico II di Lotaringia, secondo le Laurentii Gesta Episcoporum Virdunensium era il figlio primogenito del Conte di Bar e poi Duca dell'Alta Lorena (Lotaringia), Teodorico I e di Richilde di Bliesgau (moglie di Teodorico dal 985, figlia di Folmar I Conte Lunéville e Metz e di Berta di cui non si conoscono gli ascendenti.

## Biografia
Sua madre, Matilde, nel 1016, al momento del matrimonio con suo padre Federico, era vedova di Corrado I di Carinzia, come ci viene confermato dal Thietmari Merseburgensis episcopi chronicon.
Il matrimonio dei suoi genitori viene confermato dal Alberti Miliolo Notarii Regini Liber de Temporibus, De Gestis comitisse Matildis suorumque antecessorum.
Secondo lo storico, Georges Poull, nel suo libro La Maison souveraine et ducale de Bar (1994) (non consultato), suo padre, Federico II, nel 1019, fu associato nella reggenza del ducato di Lotaringa e della contea di Bar dal nonno, Teodorico I, ed è per questo che viene annoverato come Duca dell'Alta Lorena (Lotaringia) e Conte di Bar, anche se, sempre il Poul sostiene che non fosse ufficialmente investito dei titoli.
Alla morte dell'imperatore del Sacro Romano Impero, Enrico II, nel 1024, suo nonno, Teodorico I, e suo padre, Federico II, si opposero fervidamente all'elezione a re di Germania di Corrado II, rifiutando di riconoscerlo, anche perché l'antagonista di Corrado II il Salico per l'incoronazione a re di Germania era stato il fratellastro di Sofia, Corrado II di Carinzia, figlio di primo letto di sua madre, Matilde di Svevia.
Secondo le Laurentii Gesta Episcoporum Virdunensium suo padre, Federico II morì prima del nonno, Teodorico I; secondo le Die älteren Urkunden des Klosters S. Vanne zu Verdun (non consultate), suo padre, Federico II, morì il 18 maggio 1026, mentre il nonno, Teodorico, secondo le Obits mémorables tirés de nécrologes luxembourgeois, rémois et messins (non consultate), morì circa un anno dopo, l'11 aprile 1027.
Ad entrambi succedette, sia nel ducato che nella contea il rispettivamente figlio e nipote, Federico, come Federico III, prima affiancando il nonno e poi da solo.
La madre, Matilde, dopo essere rimasta vedova per la seconda volta, si sposò, in terze nozze col conte Esico di Ballenstedt, come ci viene confermato dall'Annalista Saxo, mentre Sofia e la sorella, Beatrice, sempre secondo il Chronicon Sancti Michælis, monasterii in pago Virdunensi furono educate dalla loro zia materna (Gisella di Svevia), moglie dell'Imperatore del Sacro Romano Impero, Corrado II, che le aveva adottate come proprie figlie.
Il fratello Federico III morì in giovane età, e dopo la sua morte, secondo le Laurentii Gesta Episcoporum Virdunensium, il Ducato dell'Alta Lorena (Lotaringia) venne affidato a Gothelo I, già Duca della Bassa Lorena (Lotaringia), mentre, secondo la Chronica Albrici Monachi Trium Fontium la contea di Bar andò a Sofia; la contea, secondo Georges Poull. comprendeva l'abbazia di Saint-Mihiel, con tutte le sue dipendenze, il castello di Bar e le signorie di Amance e Mousson.
Ancora secondo lo storico, Georges Poull, nel suo libro La Maison souveraine et ducale de Bar (1994) (non consultato), il conte di Blois, di Chartres, di Châteaudun, di Tours, di Provins, di Reims, di Meaux e di Troyes, Oddone II, attaccò la Lorena e, nel 1037, occupò Bar, ma l'Imperatore, Corrado II, reagì e l'esercito imperiale, guidato da Gothelo I, proprio a Bar, sconfisse e uccise Oddone II. Sofia rientrò in possesso dei propri domini, solo l'anno dopo (1038) al momento del matrimonio con Luigi, figlio di Rickwin, Conte de Charpeigne, che dopo il matrimonio, prese il titolo di conte di Mousson. Questo matrimonio viene confermato sia dalle Laurentii Gesta Episcoporum Virdunensium, che dalla Chronica Albrici Monachi Trium Fontium.
Sempre Georges Poull ci riferisce che il marito di Sofia, Luigi, nel 1042, fu investito dei possedimenti in Alsazia di Montbéliard, Altkirch e Ferrette, e che, nel 1071, suo marito venne citato per l'ultima volta in un documento; Sofia rimase vedova in quel periodo, in quanto, nel 1076, Georges Poull ci dice che fu Sofia a nominare l'abate di Saint-Mihiel, perché il marito era morto.
Ancora Georges Poull cita un documento, del 1076, in cui Sofia dichiara che il castello di Amance apparteneva alla sua famiglia, fin dai tempi di suo nonno, Teodorico I.
Secondo L'obituaire de l'abbaye de Saint-Mansuy-lès-Toul, Sofia morì il 21 gennaio 1093.
Le succedette, nella contea di Bar, il figlio primogenito, Teodorico, che già era succeduto al padre nei possedimenti alsaziani.

## Discendenza
A Luigi Sofia diede sette figli, che sono tutti elencati nel documento n° 3830 del Recueil des chartes de l'abbaye de Cluny (Paris), Tome V:
- Teodorico[11] (1045 - 1105), conte di Montbéliard, Altkirch e Ferrette, e Conte di Bar
- Bruno[17], morto giovane
- Luigi[17], citato nel 1080
- Federico[17] († 1092), marchese di Torino
- Sofia[17] († circa 1105), che sposò Folmar, conte di Froburg
- Beatrice[17] († 1092), che sposò Bertoldo I de Zähringen († 1078), duca di Carinzia
- Matilde[17] († prima del 1105), che sposò Ugo di Dagsburg († 1089)

## Ascendenza
|                           |                     |                         | Genitori               |  |  | Nonni |  |  | Bisnonni                 |  |  | Trisnonni          |  |
|                           |                     |                         |                        |  |  |       |  |  | Federico I di Lotaringia |  |  | Vigerico di Bidgau |  |
|                           |                     |                         |                        |  |  |       |  |  | Federico I di Lotaringia |  |  | Vigerico di Bidgau |  |
|                           |                     | Cunegonda               |                        |  |  |       |  |  | Federico I di Lotaringia |  |  |                    |  |
| Teodorico I di Lotaringia |                     |                         |                        |  |  |       |  |  | Federico I di Lotaringia |  |  |                    |  |
|                           |                     | Beatrice di Parigi      | Ugo il Grande          |  |  |       |  |  |                          |  |  |                    |  |
|                           |                     | Beatrice di Parigi      | Ugo il Grande          |  |  |       |  |  |                          |  |  |                    |  |
|                           |                     | Beatrice di Parigi      | Edvige di Sassonia     |  |  |       |  |  |                          |  |  |                    |  |
| Federico II di Lotaringia |                     | Beatrice di Parigi      |                        |  |  |       |  |  |                          |  |  |                    |  |
|                           |                     | Folmar I di Bliesgau    | …                      |  |  |       |  |  |                          |  |  |                    |  |
|                           |                     | Folmar I di Bliesgau    | …                      |  |  |       |  |  |                          |  |  |                    |  |
|                           |                     | Folmar I di Bliesgau    | …                      |  |  |       |  |  |                          |  |  |                    |  |
| Richilde di Bliesgau      |                     | Folmar I di Bliesgau    |                        |  |  |       |  |  |                          |  |  |                    |  |
|                           |                     | Berta                   | …                      |  |  |       |  |  |                          |  |  |                    |  |
|                           |                     | Berta                   | …                      |  |  |       |  |  |                          |  |  |                    |  |
|                           |                     | Berta                   | …                      |  |  |       |  |  |                          |  |  |                    |  |
| Sofia di Bar              |                     | Berta                   |                        |  |  |       |  |  |                          |  |  |                    |  |
|                           | Corrado I di Svevia | …                       |                        |  |  |       |  |  |                          |  |  |                    |  |
|                           | Corrado I di Svevia | …                       |                        |  |  |       |  |  |                          |  |  |                    |  |
|                           | Corrado I di Svevia | …                       |                        |  |  |       |  |  |                          |  |  |                    |  |
| Ermanno II di Svevia      | Corrado I di Svevia |                         |                        |  |  |       |  |  |                          |  |  |                    |  |
|                           |                     | Reglint                 | …                      |  |  |       |  |  |                          |  |  |                    |  |
|                           |                     | Reglint                 | …                      |  |  |       |  |  |                          |  |  |                    |  |
|                           |                     | Reglint                 | …                      |  |  |       |  |  |                          |  |  |                    |  |
| Matilde di Svevia         |                     | Reglint                 |                        |  |  |       |  |  |                          |  |  |                    |  |
|                           |                     | Corrado III di Borgogna | Rodolfo II di Borgogna |  |  |       |  |  |                          |  |  |                    |  |
|                           |                     | Corrado III di Borgogna | Rodolfo II di Borgogna |  |  |       |  |  |                          |  |  |                    |  |
|                           |                     | Corrado III di Borgogna | Berta di Svevia        |  |  |       |  |  |                          |  |  |                    |  |
| Gerberga di Borgogna      |                     | Corrado III di Borgogna |                        |  |  |       |  |  |                          |  |  |                    |  |
|                           |                     | Matilde di Francia      | Luigi IV di Francia    |  |  |       |  |  |                          |  |  |                    |  |
|                           |                     | Matilde di Francia      | Luigi IV di Francia    |  |  |       |  |  |                          |  |  |                    |  |
|                           |                     | Matilde di Francia      | Gerberga di Sassonia   |  |  |       |  |  |                          |  |  |                    |  |
|                           |                     | Matilde di Francia      |                        |  |  |       |  |  |                          |  |  |                    |  |

### Fonti primarie
- (LA)  Monumenta Germaniae Historica, Scriptores, tomus IV.
- (LA)  Monumenta Germaniae Historica, Scriptores, tomus X.
- (LA)  Monumenta Germaniae Historica, Scriptores,tom. XI.
- (LA)  Monumenta Germaniae Historica, Scriptores, tomus XXIII.
- (LA)  Monumenta Germaniae Historica, Scriptores, tomus XXXVII.
- (LA)  Monumenta Germaniae Historica, Scriptores, tomus XXXI.
- (LA)  Thietmari Merseburgensis episcopi chronicon Archiviato il 10 maggio 2009 in Internet Archive..
- (LA)  Recueil des chartes de l'abbaye de Cluny (Paris), Tome V.
- (LA)  L'obituaire de l'abbaye de Saint-Mansuy-lès-Toul.

### Letteratura storiografica
- Austin Lane Poole, L'imperatore Corrado II, in «Storia del mondo medievale», vol. IV, 1999, pp. 170–192